# Nephodia cucula
Nephodia cucula är en fjärilsart som beskrevs av Paul Dognin 1900. Nephodia cucula ingår i släktet Nephodia och familjen mätare. Inga underarter finns listade i Catalogue of Life.